# Nabil Bahoui
Nabil Bahoui (Estocolmo, 5 de fevereiro de 1991) é um futebolista profissional sueco de ascendência marroquina, que atua como meia.

## Carreira
Nabil Bahoui começou a carreira no IF Brommapojkarna.